# 闻喜站
闻喜站，位于中华人民共和国山西省运城市闻喜县桐城镇，是同蒲铁路上的火车站，建于1935年，由中国铁路太原局集团侯马车务段管辖。

## 歷史
- 建于1935年。

## 車站周邊
- 中国银行闻喜县支行城区分理处
- 农村商业银行华通信用社营业部
- 闻喜县质量技术监督局
- 中国农业银行闻喜支行
- 中国邮政储蓄银行新开南路支行